# Giuseppe Firrao (Geistlicher, 1670)

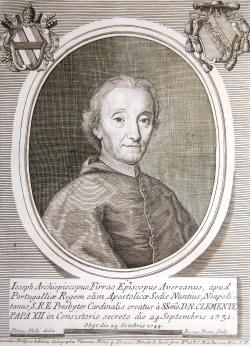
Giuseppe Kardinal Firrao (der Ältere) (Stich von Rocco Pozzi, 1731)

Giuseppe Firrao (der Ältere) (* 12. Juli 1670 in Luzzi; † 24. Oktober 1744 in Rom) war ein italienischer Geistlicher, Diplomat des Heiligen Stuhls, Bischof von Aversa und Kardinalstaatssekretär.

## Leben
Firrao stammte aus einer adeligen neapolitanischen Familie und war das zweite der vier Kinder von Pietro Firrao, Fürst von Sant’Agata, und dessen Ehefrau Isabella Caracciolo. Sein Großneffe gleichen Namens, Giuseppe Firrao (1736–1830), wurde später ebenfalls Kardinal. In jungen Jahren zog er nach Rom und besuchte das Seminario Romano, später studierte er an der Universität La Sapienza und wurde dort zum am 22. Januar 1695 zum Doctor iuris utriusque promoviert. Am 3. März 1695 trat er als Referendar an den Gerichtshöfen der Apostolischen Signatur in den Dienst der Römischen Kurie. 1697 wurde er Prolegat in Urbino, am 22. Februar 1698 Gouverneur von Loreto, am 31. Mai 1701 Gouverneur von Ancona, am 17. Dezember 1702 Gouverneur des Gebietes von Civitavecchia und Tolfa. Vom 12. Juli 1706 bis zum 16. Juni 1709 war er Gouverneur von Perugia und Umbrien. Am 18. April 1709 wurde er Relator der Consulta.
Die Priesterweihe empfing Giuseppe Firrao am 2. September 1714. Noch am selben Tag wurde er zum Titularerzbischof von Nicaea ernannt. Giuseppe Firrao wirkte vom 23. Oktober 1716 an als Nuntius in der Schweiz. Die Bischofsweihe spendete ihm am 11. April 1717 im Jesuitenkolleg in Basel der Bischof von Basel Johann Konrad von Reinach-Hirtzbach; Mitkonsekratoren waren Johann Christoph Haus, Weihbischof in Basel, und Konrad Ferdinand Geist von Wildegg, Weihbischof in Konstanz. Ab dem 28. September 1720 war er Nuntius in Portugal. Er wurde am 11. Dezember 1730 mit dem persönlichen Titel eines Erzbischofs auf den Bischofssitz von Aversa transferiert, resignierte jedoch bereits am 26. September 1734 auf dieses Bistum.
Papst Clemens XII. kreierte ihn im Konsistorium vom 24. September 1731 zum Kardinal und verlieh ihm als Kardinalpriester am 19. November desselben Jahres den roten Hut und San Tommaso in Parione als Titelkirche. Am 4. Oktober 1733 wurde er anstelle des verstorbenen Kardinals Antonio Banchieri zum Kardinalstaatssekretär ernannt und blieb dies bis zum 6. Februar 1740. Von 1738 bis zu seinem Tod war er Präfekt der Kongregation für die Bischöfe und Regularen. Er war Teilnehmer am Konklave 1740, das Papst Benedikt XIV. wählte. Am 29. August 1740 optierte er zur Titelkirche Santa Croce in Gerusalemme. Vom 2. Januar 1741 bis zum 22. Januar 1742 war er Kämmerer des Heiligen Kardinalskollegiums.
Giuseppe Firrao starb am 24. Oktober 1744 gegen sechs Uhr morgens. Er wurde vor dem Hauptaltar seiner Titelkirche Santa Croce in Gerusalemme beigesetzt.